# Sangaris octomaculata
Sangaris octomaculata är en skalbaggsart som beskrevs av Aurivillius 1902. Sangaris octomaculata ingår i släktet Sangaris och familjen långhorningar. Inga underarter finns listade i Catalogue of Life.